# 詹姆斯·苏特
詹姆斯·苏特（英語：James Soutter，1885年1月1日—），英国男子田径运动员，主攻400米短跑。他曾代表英国参加1912年夏季奥林匹克运动会田径比赛，获得男子4×400米接力铜牌。